# Hikaru Mizuno
Hikaru Mizuno (født 2. august 1991) er en japansk tidligere professionel fodboldspiller.
Han har spillet for flere forskellige klubber i sin karriere, herunder FC Ryukyu.